# Наукова думка
Науко́ва ду́мка (с укр. — «Научная мысль»), ныне «Научно-производственное предприятие Издательство „Наукова думка“ НАН Украины» — советское и украинское издательство научной литературы, расположенное в Киеве.

## История

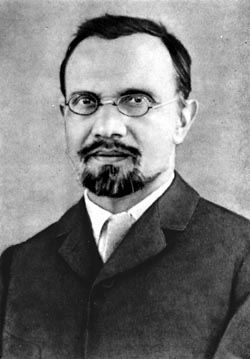
Агафангел Крымский

После окончательного утверждения в Киеве советской власти для сохранения разграбленной, но не окончательно разбитой типографии Киево-Печерской лавры киевские учёные, объединённые во Всеукраинскую академию наук, обратились к властям с письмом, в котором обратили внимание на то, что Лаврская типография обладает уникальными греческими, латинскими и французскими шрифтами, поэтому её имущество может пригодиться для издания академических трудов. Собственно, речь шла о передаче типографии в ведение Академии наук в Киеве. Так в ноябре 1922 года в Академией наук Украины была создана Редакционно-издательская комиссия. Её возглавил академик Агафангел Крымский. Именно от этой даты ведёт отсчёт своей истории современная «Наукова думка». Некоторое время типография Академии находилась в аренде киевского дельца Балицкого, который раз в год выдавал отчёты Академии наук, а в основном печатал разнообразную литературу на продажу. Только с 1928 типография Академии начала работать по специальности.
В 1964 году Редакционно-издательская комиссия АН УССР была переименована в «Наукову думку».
Расцвета издательство достигло в 1988 году — третье место в мире по количеству названий среди издательств, специализирующихся на выпуске научной литературы.
С 2007 года официальное название — Государственное предприятие «Научно-производственное предприятие Издательство „Наукова думка“ НАН Украины» (укр. Державне підприємство «Науково-виробниче підприємство «Видавництво „Наукова думка“ НАН України»).

## Издательская деятельность
«Науковой думкой» изданы словари: синонимов украинского языка, иностранных слов, имён, постоянных словосочетаний, а также орфографические.

### СССР
В советское время издательство выпускало книжные серии: «Наука и технический прогресс» (с 1974), «Научно-техническая революция» (с 1975), «Украинское народное творчество» (с 1959), «Фауна Украины» (с 1956).
Кроме того выходил 41 журнал по общественным, естественным и техническим наукам с годовым тиражом св. 1,5 млн экз.
Также были изданы книги «История Украинской ССР» (т. 1—10, 1977—1979), «Ленин и Украина» (т. 1—4, 1969—1970), «История украинской литературы» (т. 1—8, 1967—1971), «Словарь украинского языка» (т. 1—11, 1970—1980). «Словарь староукраинского языка XIV—XV вв.» (т. 1—2, 1977—1978), Серия «Библиотека украинской литературы» (с 1982), «Современные украинские художники» (1985), «Этимологический словарь летописных географических названий Южной Руси» (1985), «Лексис» Лаврентия Зизания (1964), ««Синонима славеноросская»» (1964), «Украинский искусствоведение» (1968), «Археология Украинской ССР» (1971—1975), «Нумизматика и сфрагистика» (1963—1974), «Биологи. Биографический справочник» (1984), «Словарь античной мифологии» (1985, 1989), «Словарь гидронимов Украины» (1979)
В 1979 году было издано свыше 600 книг и брошюр общим тиражом более 2,4 млн экз.

### Украина
В 1997 году издательство начало выпуск серии «Библиотека школьника», в которой были напечатаны произведения Уласа Самчука, Василия Барки, Ивана Багряного, Тодося Осьмачки, Владимира Винниченко и других представителей украинской литературы, имена которых в течение многих лет не упоминались в программе по украинской литературе.
Издательство выпустило полное 20-томное собрание сочинений Тараса Шевченко.
В 2008 году было издано 95 названий фундаментальных и обобщающих научных работ украинских учёных.
В 2010 году начался выпуск «Словарь украинского языка в 20 томах».
«Энциклопедия истории Украины» (в 10 томах, на середину 2011 года вышло 7), Имя вашего города, «Князь в Древней Руси: власть, собственность, идеология» (1992), «Украинская народная одежда: этнографический справочник» (1996), «Этимологический словарь украинского языка» (в семи томах, 1982—2006), «Словарь синонимов украинского языка» (в 2 томах, 1999), «История украинской культуры» (в 5 томах, 6 книгах, на конец 2010 года вышли 1—3-й тома и 2-я книга 4-го тома).
5 октября 2024 года запущен процесс банкротства издательства, в НАНУ принято решение о ликвидации научно-производственного предприятия.